# 일다
일다는 대한민국의 여성주의 저널이다.

## 역사
2003년 5월 1일, 《일다》는 창간되었다. '일다'란 '이루어지다', '되다'라는 의미의 우리 옛 말이고 '없던 것이 생겨나다', '위로 솟아오르다', '희미하던 것이 왕성해지다', '쓸 것과 못 쓸 것을 가려내다' 등의 사전적 의미를 가지고 있는 단어이다.
2007년 5월, 《일다》 창간 4주년을 맞아 일본의 여성주의 언론 《페민》과 협력 관계를 맺고 기사 제휴를 시작했다. 《페민》 (www.jca.apc.org/femin)은 1946년 창간한 일본 최초의 페미니즘 신문이다. 아시아의 평화와 환경, 여성인권 향상을 위해 《일다》와 서로 연대하고 교류하였다.

## 편집 방향
- 새로운 여성들의 역사를 써나간다.
- 소수자의 편에 서서 인권을 말한다.
- 다양하고 발전적인 여성주의 담론을 만든다.
- 민주적인 소통과 참여를 바탕으로 성장한다.

## 활동
- 2011년 12월 20일, 대구경북여성사회교육원과 대구경북연구원이 <여성주의와 저널리즘>이라는 주제의 포럼을 개최했다. 경북대학교에서 열린 이 행사는 대구·경북 지역의 언론과 여성주의의 접점을 생각하는 자리였다. 이 포럼의 발제는 여성주의 웨진 《일다》의 박희정 편집장이 맡았다. 박희정은 '여성주의를 앞에 내세운 보도는 편파적이다'라는 비판에 대해 "각 매체들은 저마다의  편집 방향 안에서 기사를 생산한다. 언론이 객관성을 가지고 있다고 믿는 것이 오류다. 여성주의 언론은 기존 언론이 객관적이지도 공정하지도 않다는 전제에서 출발한다"라고 말하며 여성주의 저널리즘의 출발을 설명했다.[1]

## 같이 보기
- 이프
- 언니네